# Encanto : La Fantastique Famille Madrigal
Pour les articles homonymes, voir Encanto (homonymie) et Madrigal (homonymie).
Série Classiques d'animation Disney
Raya et le Dernier Dragon
(2021) Avalonia : L'Étrange Voyage
(2022)
Pour plus de détails, voir Fiche technique et Distribution.
Encanto : La Fantastique Famille Madrigal (Encanto) est un long métrage d'animation et le 60e « Classique d'animation » des studios Disney. Sorti en 2021, il est réalisé par Byron Howard, Jared Bush et Charise Castro Smith. C'est une comédie musicale basée sur le thème de la façon dont les membres d'une famille nombreuse se perçoivent mutuellement ; l'action se situe dans un village colombien traditionnel fictif, et le récit est inspiré du réalisme magique emblématique du pays et notamment du roman Cent Ans de solitude de Gabriel García Márquez.
Le film présente la famille Madrigal qui vit dans un village des montagnes colombiennes. Chaque membre de la famille possède un pouvoir magique, à l'exception de Mirabel, 15 ans, qui vit avec la frustration de ne pas en avoir. Alors que la magie de sa famille est exposée à une menace existentielle, elle découvre qu'elle est peut-être la seule à pouvoir la préserver.

## Synopsis
Vers la fin du XIXe siècle, les habitants d'un village colombien fuient un conflit armé en traversant une rivière ; parmi eux, Alma Madrigal perd son mari Pedro alors qu'il tente de s'interposer face aux cavaliers qui les pourchassent. La chandelle qu'elle transportait devient alors enchantée, et fait surgir des montagnes entourant une maison vivante, la Casita (« petite maison » en espagnol), où Alma s'installe avec ses trois nouveau-nés : Pepa, Julieta et Bruno.
Une cinquantaine d'années plus tard, un village a été construit autour de la maison, et les enfants et petits-enfants d'Alma (désormais appelée Abuela, « grand-mère » en espagnol) se sont retrouvés dotés de pouvoirs magiques qu'ils utilisent pour aider les villageois : Pepa a le pouvoir de contrôler le climat avec ses émotions ; Julieta a le pouvoir de soigner les blessures avec sa cuisine ; Bruno a le pouvoir de voir l'avenir ; Dolores, Camilo et Antonio, les trois enfants de Pepa et de son mari Félix, ont respectivement le pouvoir d'entendre parfaitement même à des kilomètres, de se métamorphoser (en) et de parler aux animaux ; Luisa et Isabela, les deux enfants de Julieta et de son mari Agustín, ont respectivement une force surhumaine (en) et une beauté hors du commun qui leur permet de porter des maisons ou de faire pousser des fleurs à volonté. Seule Mirabel, la sœur benjamine de Luisa et Isabela, n'a aucun pouvoir et est traitée différemment par le reste de la famille. De plus, le pouvoir de Bruno semble avoir causé de nombreux problèmes, ce qui a causé la risée et la fuite de ce dernier.
Pendant la cérémonie au cours de laquelle Antonio reçoit son pouvoir, Mirabel voit soudainement la Casita en train de se craqueler, mais ses avertissements sont ignorés quand, une fois la cérémonie interrompue, tout semble être parfait dans la maison. Mirabel surprend sa grand-mère prier l'âme de son grand-père de l'aider à sauver le miracle de leur foyer. Convaincue qu'un problème menace la magie et la maison familiales, Mirabel commence à interroger les membres de sa famille. Sa sœur Luisa, qui lui avoue qu'elle a de plus en plus de mal à supporter la pression liée à tout ce que l'on attend d'elle et de sa force, suggère qu'il y a peut-être des indices dans l'ancienne chambre de Bruno. Elle y découvre les morceaux d'une plaque de jade brisée qui, assemblés à la façon d'un puzzle, lui révèlent une vision de Bruno la montrant devant la Casita brisée. Quand elle interroge sa tante, ses cousins et d'autres habitants, au sujet des prédictions de Bruno, elle apprend qu'elles sont souvent de mauvais augure pour les personnes concernées.
Juste avant le dîner lors duquel Isabela doit recevoir la demande en mariage de son fiancé Mariano, le père de Mirabel la surprend avec la plaque de jade et tente de protéger Mirabel en la dissimulant, mais Dolores entend leurs échanges. Pendant le dîner, alors que Mariano s'apprête à faire sa demande, Dolores se confie à Camilo et, de bouche à oreille, la famille apprend que Mirabel a découvert la vision de Bruno. La maison commence à se fissurer et les pouvoirs de la famille s'affaiblissent encore. La demande en mariage est suspendue et Isabela blâme Mirabel d'avoir tout gâché.
Mirabel aperçoit des rats s'enfuir avec les morceaux de la plaque de jade et les suit dans les murs de la maison. Elle découvre alors son oncle Bruno, qui n'avait jamais quitté la maison et s'était chargé de colmater les fissures. Il se cache car il savait qu'on l'accusait d'apporter le malheur alors qu'en réalité, ses visions relatent juste des faits sans pour autant porter malheur. Il lui dit également que sa vision de Mirabel n'était pas stable, car la Casita n'y apparaissait fissurée que selon un certain angle de point de vue, et que la réalisation de cette vision dépendra des actions de Mirabel. Celle-ci le convainc d'utiliser de nouveau son pouvoir de vision afin de savoir comment sauver la maison ; Bruno la projette dans sa vision où, à la recherche d'un indice, elle suit du regard un papillon doré et s'aperçoit en pleine embrassade avec Isabela devant la chandelle magique brillant à nouveau.
Pour sauver sa famille, Mirabel va s'excuser auprès d'Isabela et apprend le fardeau qu'elle porte au quotidien (le fait de toujours devoir être parfaite), ainsi que le fait qu'elle ne souhaitait pas épouser Mariano et ne l'avait accepté que parce que la famille l'attendait d'elle. En avouant ses sentiments, elle se réconcilie avec sa sœur ; les pouvoirs d'Isabela grandissent et la flamme de la chandelle magique brille de nouveau.
C'est alors qu'Alma aperçoit Mirabel, qu'elle cherchait depuis le départ de Mariano, et la blâme pour les malheurs de la famille. Mirabel réalise qu'elle a toujours déçu sa grand-mère malgré ses efforts, et répond que tout est de la faute d'Alma qui, à toujours vouloir que la famille Madrigal soit parfaite, n'aime pas vraiment ses proches pour ce qu'ils sont. Leurs accusations mutuelles précipitent l'effondrement de la Casita et la disparition des pouvoirs de tous les membres de la famille. Mirabel risque sa vie en essayant de sauver la chandelle magique, mais elle s'éteint dans ses mains et les ruines de la Casita deviennent inertes. Malgré les appels de sa mère, Mirabel s'enfuit dans les montagnes en pleurant.
Abuela retrouve Mirabel près de la rivière où Pedro est mort et admet ses fautes. Elles se réconcilient et, avec Bruno, retrouvent les autres membres de la famille pour reconstruire la maison avec l'aide des villageois. Quand Mirabel place la dernière poignée de porte, la Casita reprend vie et la magie revient. Les Madrigal prennent alors leur première photo de famille avec Mirabel et Bruno.

### Personnages
Famille Madrigal

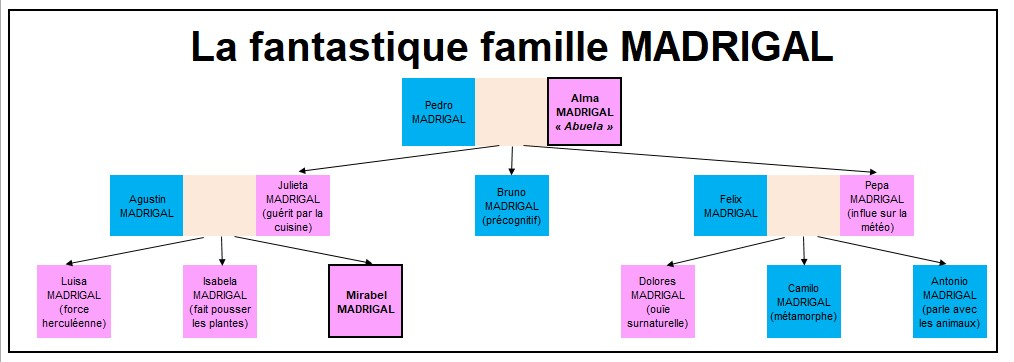
Arbre généalogique de la famille Madrigal

- Abuela Alma Madrigal, matriarche de la famille. Elle n'a pas de pouvoir mais veille sur la chandelle magique ;
- Pedro Madrigal, mari d'Alma, décédé ;
  - Julieta Madrigal, fille d'Alma et Pedro. Elle a le pouvoir de soigner avec les plats qu'elle cuisine ;
  - Agustín Madrigal, mari de Julieta et père d'Isabela, Luisa et Mirabel ;
    - Isabela Madrigal, fille aînée de Julieta et Agustín. Elle a le pouvoir de faire pousser de la végétation par magie mais peine à garder son image de jeune fille parfaite ;
    - Luisa Madrigal, fille cadette de Julieta et Agustín. Elle a une force herculéenne, mais est en proie à beaucoup d'anxiété par peur de ne pas en faire assez pour les autres ;
    - Mirabel Madrigal, fille benjamine de Julieta et Agustín et héroïne de l'histoire. Contrairement au reste de la famille, elle n'a pas de pouvoir. Elle est décrite comme maladroite mais très sensible et empathique ;

  - Bruno Madrigal, fils ostracisé d'Alma et Pedro. Il a le pouvoir de voir l'avenir ;
  - Pepa Madrigal, fille d'Alma et Pedro. Très sensible, elle a le pouvoir de contrôler le climat ;
  - Félix Madrigal, mari de Pepa ;
    - Dolores Madrigal, fille aînée de Pepa et Félix. Elle a une ouïe surnaturelle ;
    - Camilo Madrigal, fils cadet de Pepa et Félix. Il a le pouvoir de se métamorphoser en d'autres êtres humains ;
    - Antonio Madrigal, fils benjamin de Pepa et Félix. Il a le pouvoir de communiquer avec les animaux.

Autres personnages
- Mariano Guzmán, fiancé d'Isabela ;
- Señora Guzmán, mère de Mariano ;
- Pico, un toucan.

## Fiche technique
- Titre original : Encanto
- Titre français et québécois : Encanto : La Fantastique Famille Madrigal
- Réalisation : Byron Howard, Jared Bush et Charise Castro Smith
- Scénario : Jared Bush, Charise Castro Smith, Lin-Manuel Miranda
- Musique : Germaine Franco
  - Chansons : Lin-Manuel Miranda
- Production : Nathan Curtis, Yvett Merino Flores (en), Jennifer Lee, Clark Spencer
- Société de production : Walt Disney Animation Studios et Walt Disney Pictures
- Pays de production :  États-Unis
- Langue originale : anglais
- Format : couleurs
- Durée : 102 minutes
- Dates de sortie :
  - États-Unis : 3 novembre 2021 (première à Hollywood)[1] ; 24 novembre 2021 (sortie nationale)
  - Canada et France : 24 novembre 2021
  - DVD et Blu-ray : 1er avril 2022[Où ?]

## Distribution

### Voix originales
- Stephanie Beatriz : Mirabel Madrigal 
  - Noemi Josefina Flores : Mirabel Madrigal enfant
- María Cecilia Botero : Abuela Alma Madrigal 
  - Olga Merediz (en) : Abuela Alma Madrigal (chant)
- Angie Cepeda : Julieta Madrigal
- Wilmer Valderrama : Agustín Madrigal
- Diane Guerrero : Isabela Madrigal
- Jessica Darrow (en) : Luisa Madrigal
- John Leguizamo : Bruno Madrigal
- Carolina Gaitán (en) : Pepa Madrigal
- Mauro Castillo : Félix Madrigal
- Adassa : Dolores Madrigal
- Rhenzy Feliz : Camilo Madrigal
- Ravi-Cabot Conyers : Antonio Madrigal
- Maluma : Mariano Guzmán
- Alan Tudyk : Pico

### Voix françaises
- Camille Timmerman : Mirabel Madrigal
  - Adèle Lagrand : Mirabel Madrigal enfant
- Dominique Quesnel : Abuela Alma Madrigal
- Barbara Tissier : Julieta Madrigal
- Juan Arbelaez : Agustín Madrigal
- Kaycie Chase : Isabela Madrigal
- Ana Ka : Luisa Madrigal
- José Garcia : Bruno Madrigal
- Sharon Laloum : Pepa Madrigal
- Julián Andrés Ortiz Cardona : Félix Madrigal
- Angèle Humeau : Dolores Madrigal
- Tom Almodar : Camilo Madrigal
- Noé Chabbat : Antonio Madrigal
- Benoît Cauden : Mariano Guzmán
- Emmanuel Curtil : Pico
- Juliette Degenne : Señora Guzmán
- François-Xavier Demaison : Osvaldo
- Marie-Eugénie Maréchal : Señora Ozma
- Thierry Desroses : le vieil Arturo
- Jérôme Pauwels : Triple Maestro
- Ethan Mouredon, Loïse Charpentier, Zadig Le Labourier-Tiêu, Éva Tartavel : enfants du village

Version française :
- Société de doublage : Dubbing Brothers ; adaptation des dialogues et chansons : Houria Belhadji ; direction artistique : Claire Guyot ; direction musicale : Claude Lombard et Magali Bonfils

Source : disney.fr

### Voix québécoises
- Geneviève Bédard : Mirabel Madrigal
  - Camille Timmerman : Mirabel Madrigal (chant)
  - Lily Rose Régnier : Mirabel Madrigal enfant
- Dominique Quesnel : Abuela Alma Madrigal
- Geneviève Alarie : Julieta Madrigal
- Marc-André Bélanger : Agustín Madrigal
- Marguerite D'amour : Isabela Madrigal
- Alice Pascual : Luisa Madrigal
- Benoît Brière : Bruno Madrigal
- Catherine Brunet : Pepa Madrigal
- Émilie Josset : Dolores Madrigal
- Julián Andrés Ortiz Cardona : Félix Madrigal
- Mathis Ross : Camillo Madrigal
- Oscar Vaillancourt : Antonio Madrigal
- Martin Watier : Mariano Guzmán
- Chœurs : Alain Couture, Catherine Léveillé, Dominique Primeau, Gardy Fury, José Paradis, Julie Leblanc, Marie-Christine Depestre, Vincent Potel, Vincent Morel, Luc Campeau, José Paradis, Pierre Bédard, Dominique Faure

Version québécoise :
- Société de doublage : Difuze ; adaptation des dialogues : Valérie Bocher ; direction artistique : Natalie Hamel-Roy ; direction musicale : Manuel Tadros Direction des chœurs : Mark Giannetti et Josée Destrempes

Source : Doublage Québec
Note : Les chansons ont initialement été adaptées et doublées au Québec, mais cela a été remplacé par la version française dans le produit final. Des traces de ces chansons doublées subsistent néanmoins dans le produit final, par exemple le chœur « Il m'a dit que mon bidon deviendrait énorme ! » dans Ne parlons pas de Bruno qui est différent de la version française, et de ce fait chanté par un comédien québécois. Aussi, même si les chansons sont adaptées et interprétées en France, Oscar Vaillancourt (Antonio) et Benoît Brière (Bruno) doublent bel et bien les parties chantées de leur personnage, ainsi que le chœur dans la chanson Ne parlons pas de Bruno. On peut aussi noter Luisa qui, quelques secondes avant le début de la chanson Ne parlons pas de Bruno, dit « on ne parle pas de Bruno » au lieu de « ne parlons pas de Bruno », ce qui laisse très fortement suggérer que la chanson devait à l'origine s'appeler « On ne parle pas de Bruno » en version québécoise.

## Production

### Développement

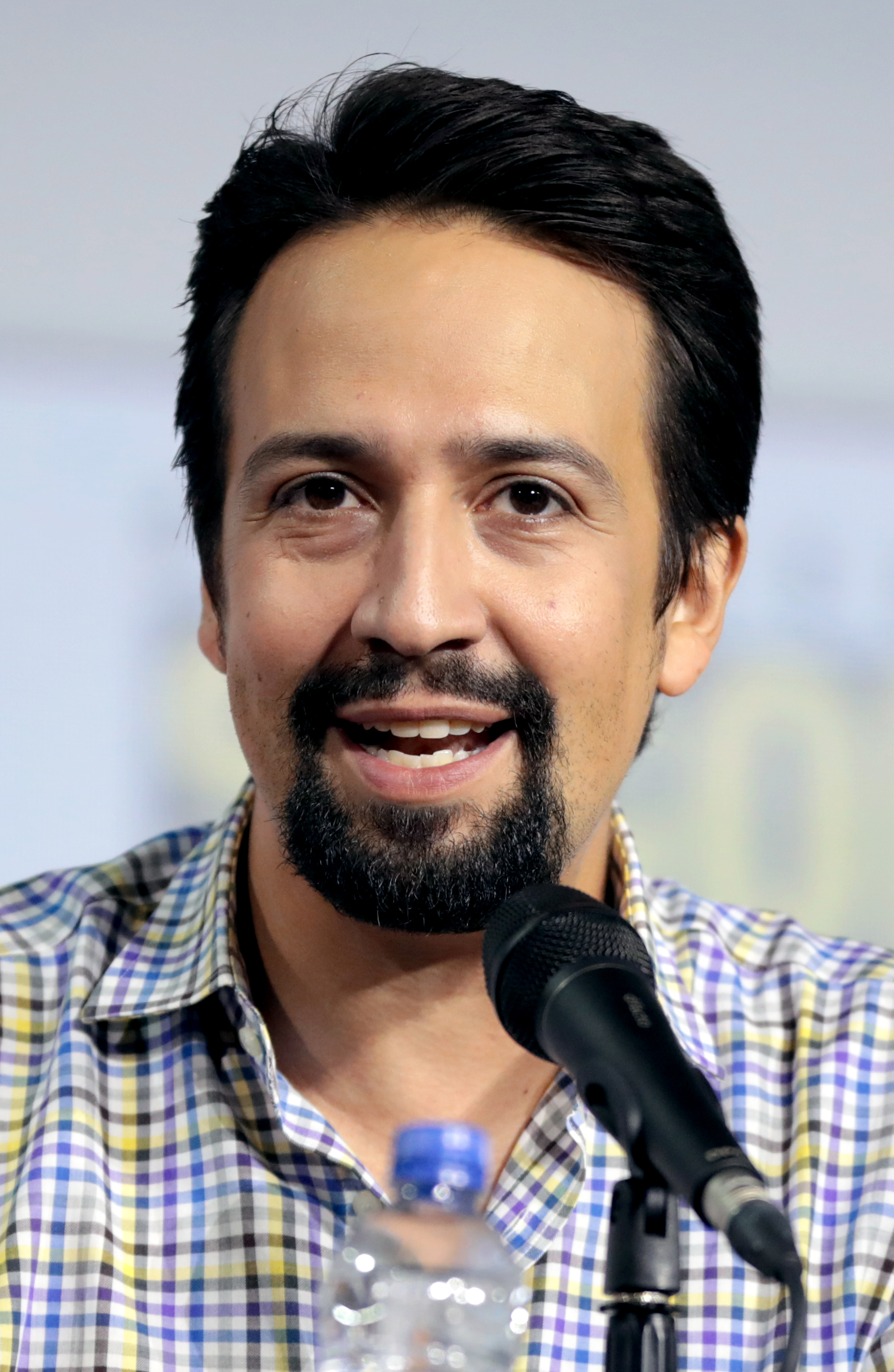
Lin-Manuel Miranda en 2019.

Lors d'une tournée publicitaire en novembre 2016 pour le film Vaiana, le compositeur Lin-Manuel Miranda a révélé que les premières étapes du travail avaient commencé sur un projet d'animation que John Lasseter, alors directeur de la création de Disney Animation, lui avait présenté ainsi qu'à Byron Howard. Les réalisateurs Byron Howard et Jared Bush ont ensuite révélé qu'après avoir terminé Zootopie (2016), ils savaient qu'ils voulaient que leur prochain projet soit une comédie musicale, qui s'est transformée en comédie musicale latino-américaine quand Lin-Manuel Miranda s'est associé à eux,. Howard et Bush avaient déjà travaillé sur des films de potes " où deux personnages vont dans le monde et apprennent à se connaître " et voulaient essayer quelque chose de " complètement différent ". Le 29 janvier 2020, Byron Howard et Jared Bush sont annoncés comme les réalisateurs d'un film d'animation sur une famille d'Amérique latine.
Les trois hommes ont discuté de leur expérience commune d'avoir une famille élargie nombreuse, et ont décidé de faire un film musical sur une grande famille élargie avec une douzaine de personnages principaux,. Pendant les cinq années qu'a duré le développement du film, la " vraie boussole " de Howard et Bush était le thème de " la façon dont vous voyez les autres personnes de votre famille et comment vous êtes vu ". Ils ont commencé par faire un brainstorming d'idées sur un tableau blanc. Très tôt, ils ont fait " trois découvertes importantes " sur les familles qui sont devenues la base de l'histoire du film :
1. La plupart d'entre nous ne nous sentons pas appréciés à notre juste valeur par notre famille.
2. La plupart d'entre nous portons des fardeaux que nous ne laissons jamais voir à notre famille.
3. La plupart d'entre nous n’avons pas conscience que presque tous, surtout au sein de leur propre famille, ressentent exactement la même chose[10]:8. C'est Miranda qui a suggéré que le " spectre large et vibrant " de la musique latine pourrait " mieux capturer " la complexité des relations familiales[10]:8.

Au début du développement, l'équipe de production s'est entretenue avec de nombreux thérapeutes et psychologues. On leur a demandé à tous qui serait le mieux traité par les parents dans une famille de quatre personnes ; chaque réponse différait. Bush a conclu que c'est avant tout "une question de perception de soi au sein de sa famille". L'équipe a également consulté des membres de la famille et des personnes de Disney Animation.
Howard et Bush ont commencé à longuement discuter de culture latino-américaine (en) avec Juan Rendon et Natalie Osma, qui avaient déjà travaillé avec eux sur le making-of Imagining Zootopia,. Rendon et Osma étant tous deux originaires de Colombie, ils se sont appuyés à plusieurs reprises sur leurs expériences personnelles de la culture colombienne dans leurs discussions, ce qui a amené Howard, Bush et Miranda à concentrer leurs recherches sur ce pays. Rendon et Osma sont devenus les deux premiers experts culturels engagés comme consultants sur le film par Disney Animation parmi plusieurs qui ont collectivement formé ce que Disney a appelé le " Colombian Cultural Trust ",.
En 2018, Rendon et Osma ont accompagné Howard, Bush et Miranda lors d'un voyage de recherche en Colombie. Pendant leurs deux semaines dans le pays, ils ont rencontré des architectes, des chefs et des artisans pour s'immerger dans la culture du pays. Ils ont également visité la fondation Gabriel García Márquez. Ils ont visité de grandes villes comme Bogota et Carthagène des Indes, mais ils ont trouvé davantage d'inspiration, pour l'architecture et le terrain, dans de petites villes comme Salento et Barichara,.

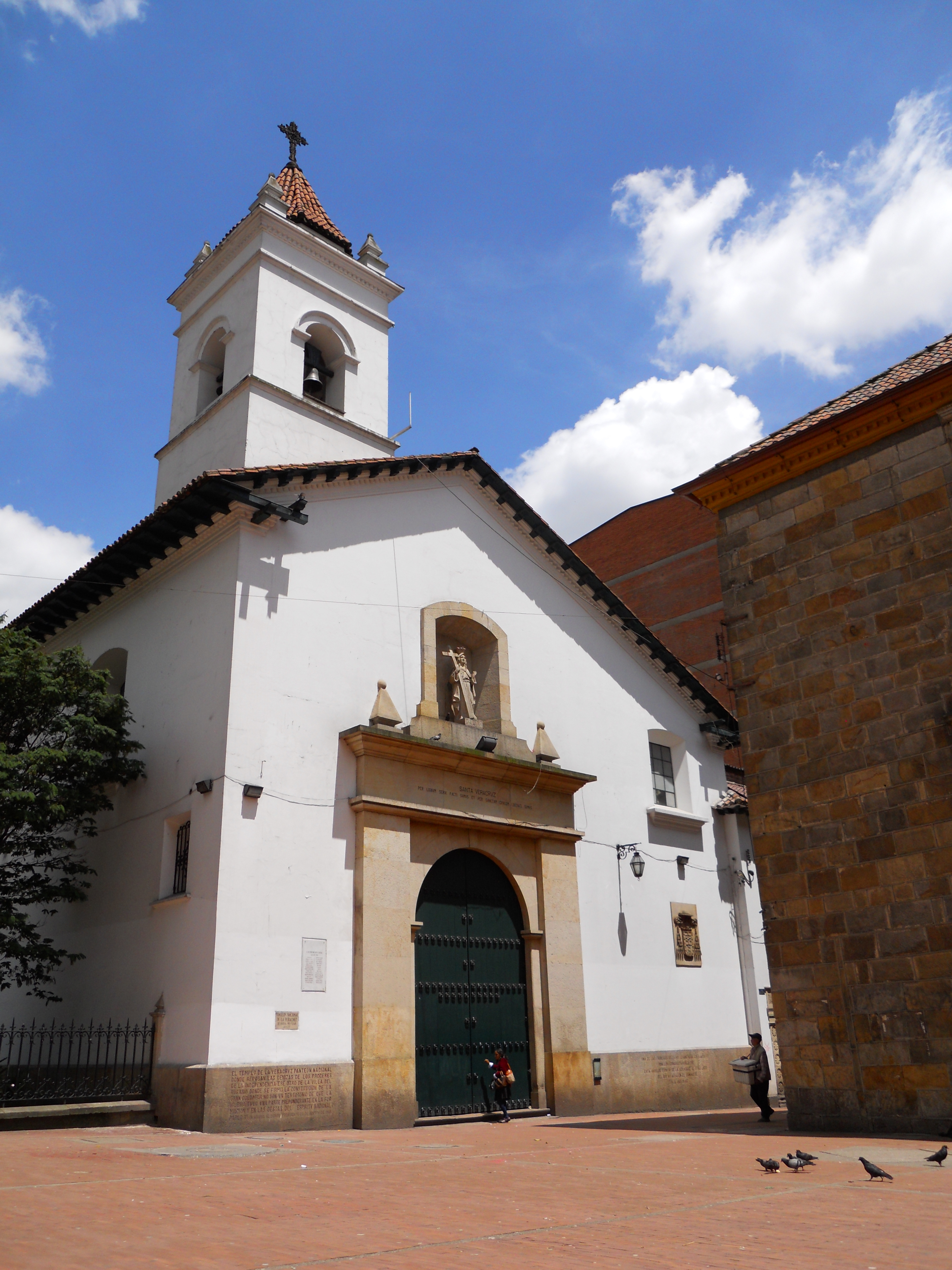
Église de la Veracruz (es) de Bogota.
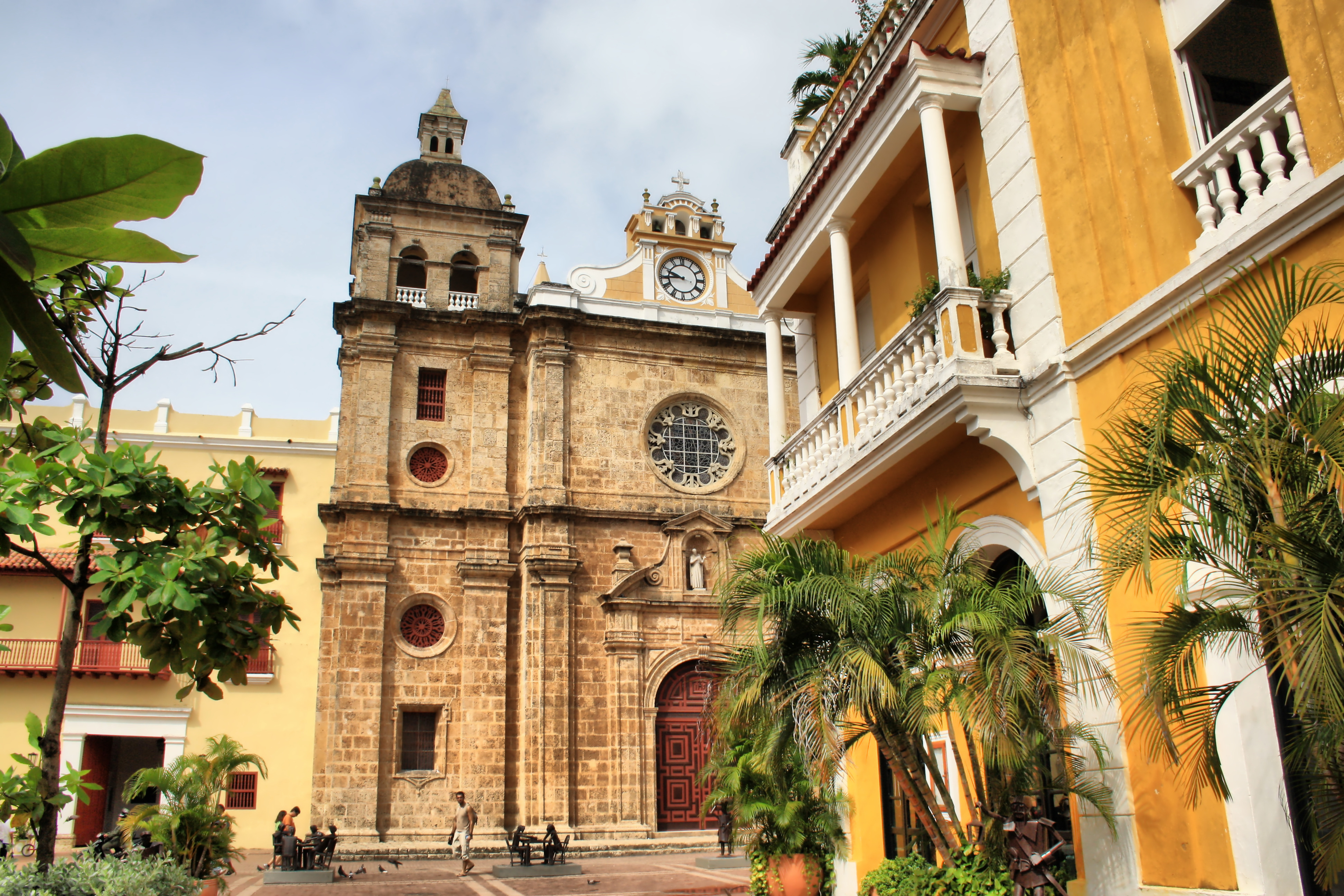
Église Saint-Pierre-Claver de Carthagène des Indes
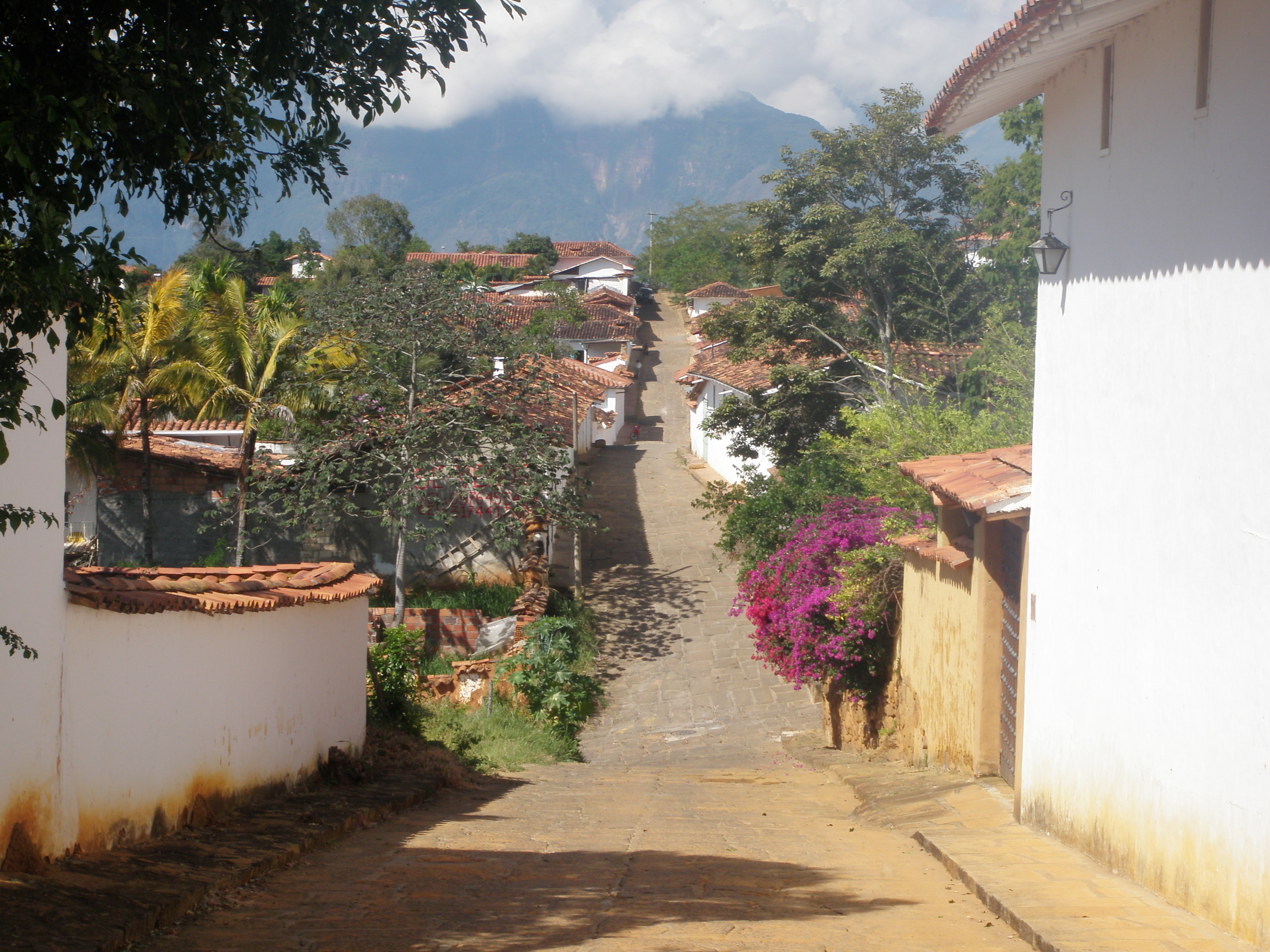
Rue de Barichara.
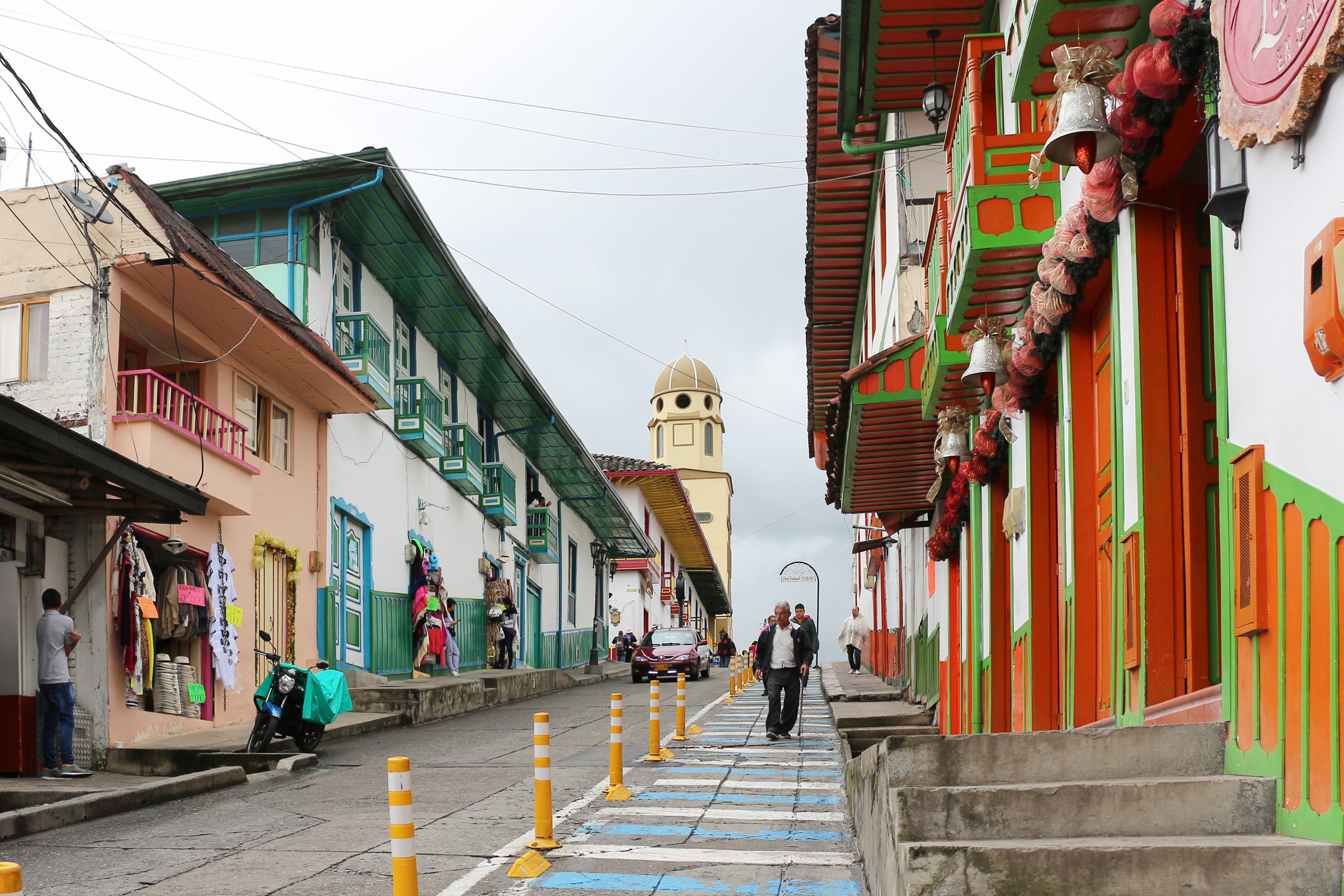
Rue de Salento.
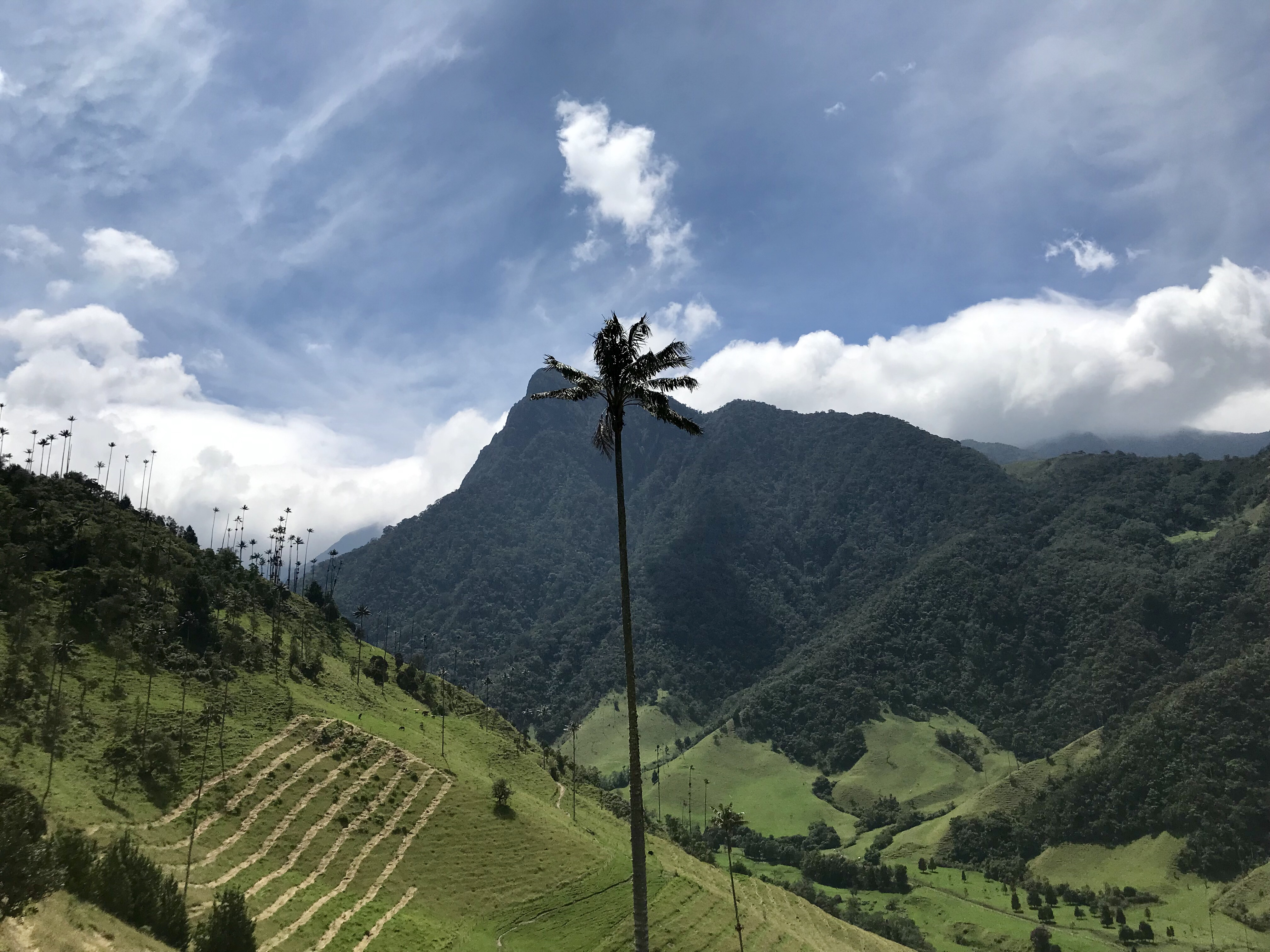
Montagne Morrogacho et vallée de Cocora (en), à proximité de Salento.

Bush a remarqué que " chaque ville où nous sommes allés avait une personnalité très spécifique ", en raison de la façon dont le terrain montagneux du pays les divise et les isole. Selon la publication du fan club Disney Disney twenty-three, cet isolement est devenu la clé pour placer la résidence des Madrigal dans un " encanto " éloigné - c'est-à-dire un endroit qui est " enchanté ", " charmé ", spirituellement béni, un domaine où la magie et la réalité fusionnent ". Comme l'a expliqué la guide touristique colombienne Alejandra Espinosa Uribe, les Colombiens sont entourés de "terres sacrées qui se sentent magiques, et nous coexistons avec elles, sans remettre en question leur existence":30.
À Barichara, ils se lient d'amitié avec Espinosa Uribe, qui leur fait visiter la ville, et l'engagent plus tard comme consultante sur l'authenticité historique et culturelle du film. Alejandra Espinosa Uribe a été une source d'inspiration pour la création de la protagoniste du film, Mirabel, notamment pour ses cheveux noirs bouclés, ses grosses lunettes et ses gestes. Le design de la jupe de Mirabel a été inspiré des jupes traditionnelles brodées à la main dans la région de Vélez, le poncho de Bruno est inspiré de la ruana de l'altiplano cundiboyacense, la chemise de Mariano est une guayabera typique de la côte caribéenne et plusieurs personnages secondaires portent un sombrero vueltiao traditionnel du peuple indigène Zenú. La Casita est inspirée des maisons colombiennes traditionnelles mais également de films comme Beetlejuice.

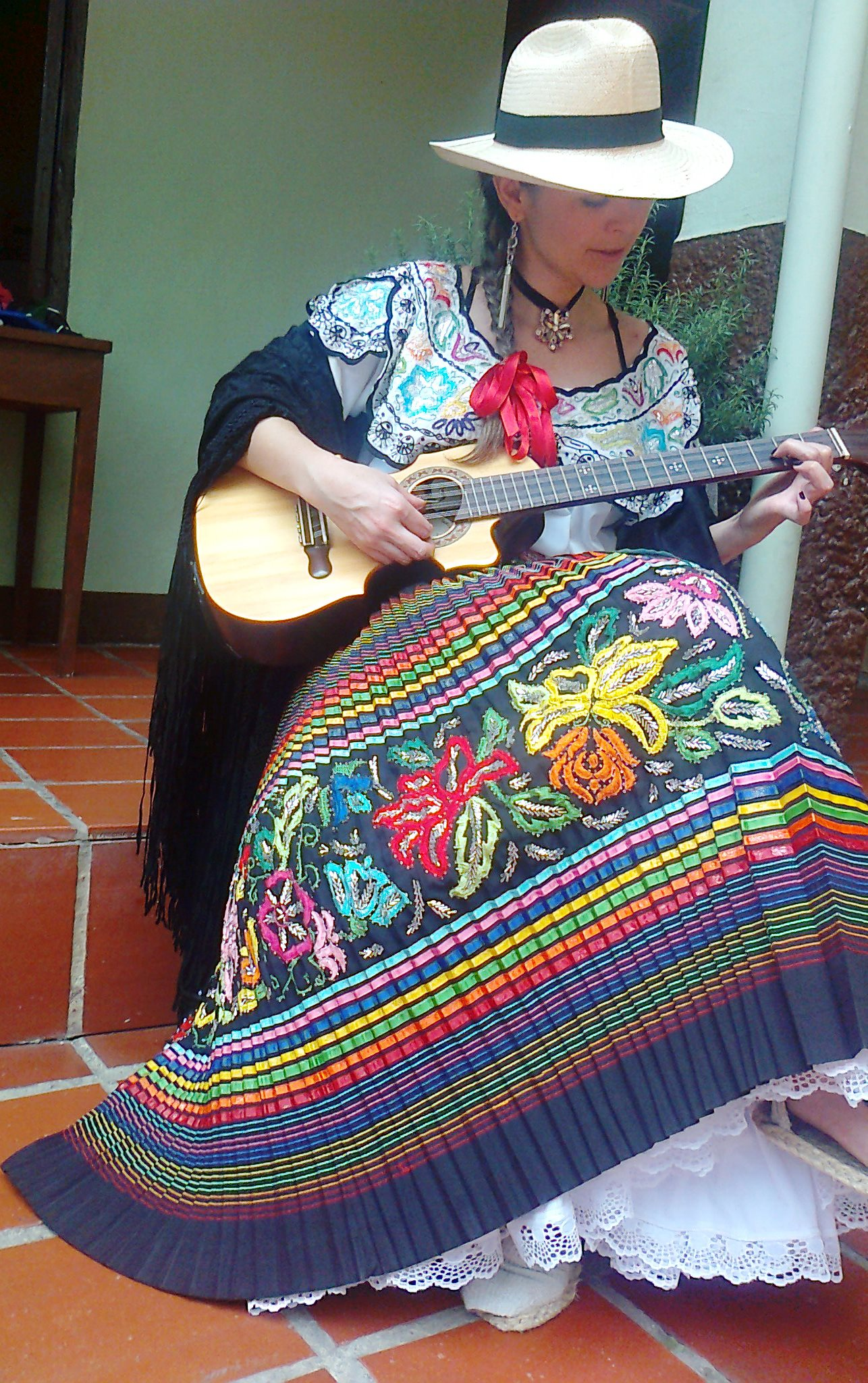
Tenue traditionnelle de la région de Vélez.
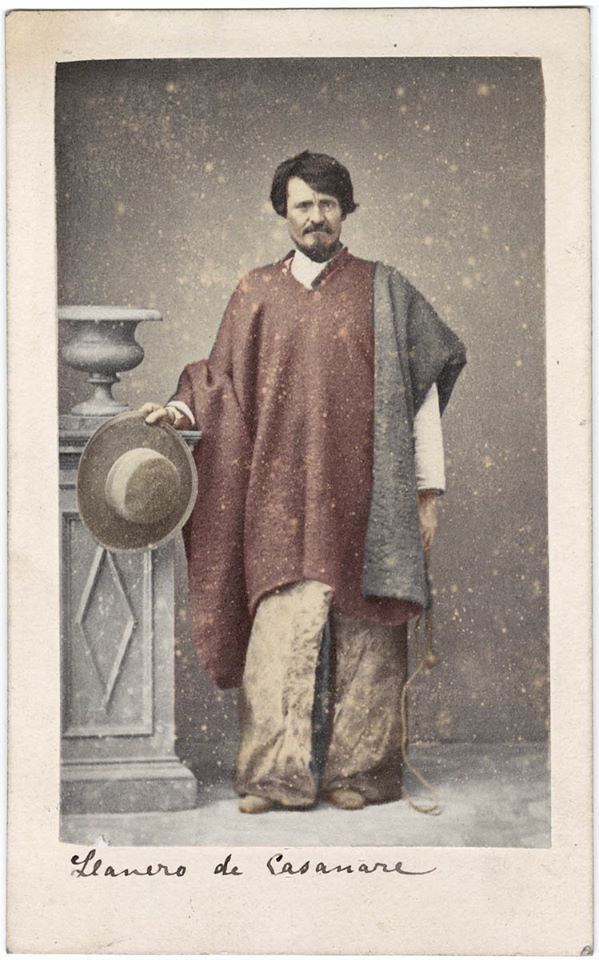
Photo d'un llanero du XIXe siècle portant une ruana.
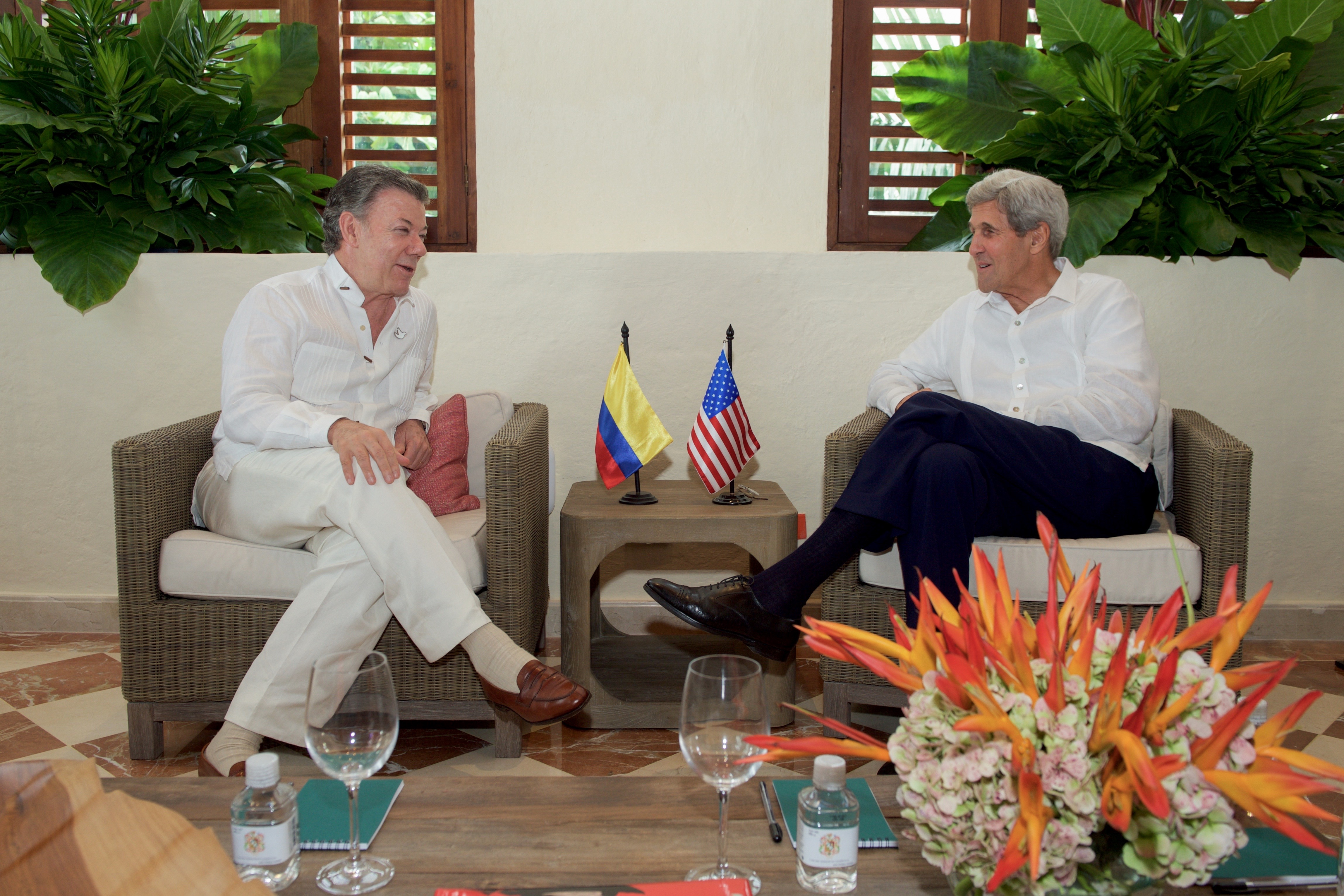
Le président colombien Juan Manuel Santos portant une guayabera (à gauche).
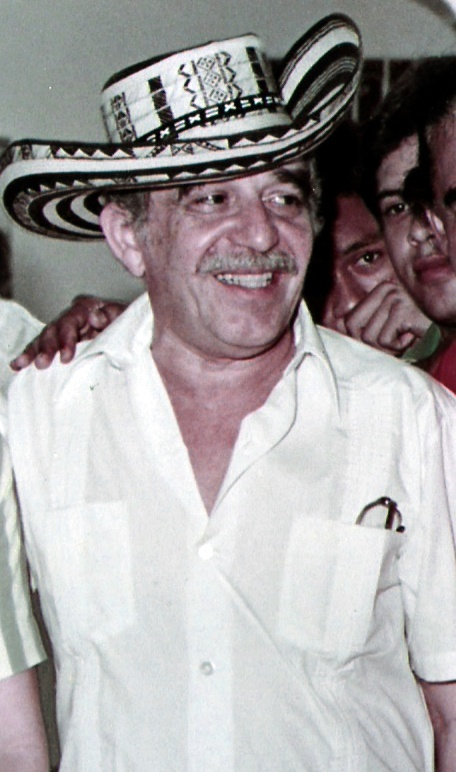
L'écrivain Gabriel García Márquez portant un sombrero vueltiao.

Le cadre spatiotemporel est volontairement vague, mais peut être situé en Colombie dans la première moitié du XXe siècle, car les événements du début du film, situés 50 ans avant le reste du récit, s'inspirent des guerres civiles colombiennes de la seconde moitié du XIXe siècle entre libéraux et conservateurs, et en particulier de la Guerre des Mille Jours (1899-1902),,.
Renato dos Anjos et Kira Lehtomaki, les directeurs d'animation du film, considèrent ce dernier comme le projet le plus compliqué de leur carrière, devant animer une douzaine de personnages caractérisés contrairement d'ordinaire à deux ou trois personnages par projet.
Encanto est le premier film d'animation Disney dans lequel les chorégraphes ont participé au projet du début à la fin, ajoutant aux chansons, aux personnages et à l'histoire, la musique et la danse étant au centre de la vie quotidienne colombienne. Pour Encanto, Disney Animation a engagé le chorégraphe afro-américain Jamal Sims qui travailla avec le danseur américano-colombien Kai Martinez. Chaque personnage du film est associé à un style de danse différente : Luisa, par exemple, danse le reggaeton tandis que Mirabel danse la salsa.
Le personnage de Luisa, la sœur musclée et super-forte de la famille, éveille des réticences chez les producteurs du film. En effet, Luisa s'écarte du type physique habituel des princesses Disney, minces et peu musclées. L'artiste Dylan Ekren explique avoir dû négocier âprement pour que Luisa conserve cette apparence, alors même que la force est la caractéristique majeure du personnage,.
Le 18 juin 2020, le titre Encanto est annoncé, et le 22 juin, il est annoncé que le film se déroule en Colombie et que Charise Castro Smith est chargée de la co-réalisation et du scénario. Le 10 décembre 2020, le projet est confirmé avec une bande-annonce et une date de sortie.

### Musique

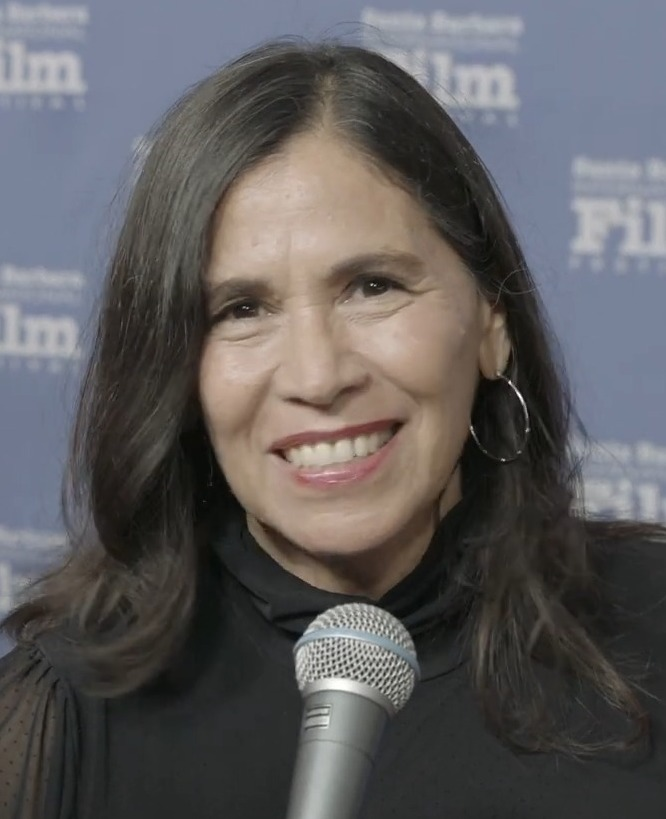
Germaine Franco est la première femme ayant composé la bande originale d'un film de Disney.

En juin 2020, Lin-Manuel Miranda commence à composer la musique, avec huit chansons originales en anglais et en espagnol. Le 8 septembre 2021, Germaine Franco, qui avait déjà travaillé sur Coco, commence à composer la bande originale du film,,. Celle-ci sort sur les plateformes de streaming le 19 novembre 2021 et atteint la 162e place du Billboard 200 aux États-Unis.
Toutes les chansons sont écrites par Lin-Manuel Miranda et composées par Germaine Franco.

## Sortie et réception
Encanto est présenté pour la première fois au El Capitan Theatre de Los Angeles le 3 novembre 2021 et au Théâtre Colón de Bogota le 23 novembre 2021. Le film sort dans les salles de cinéma à l'international le 24 novembre 2021,,. Il est parfois présenté précédé du court métrage Dans ses pas (Far From The Tree).
Encanto : La Fantastique Famille Madrigal est sorti en DVD et Blu-ray le 1er avril 2022.

### Box office
| Pays ou région | Box-office                     | Date d'arrêt du box-office         | Nombre de semaines |
| -------------- | ------------------------------ | ---------------------------------- | ------------------ |
| États-Unis     | $ 91,318,387                   | 3 janvier 2022                     | 30                 |
| France         | 3 229 762 entrées $ 24,048,662 | 28 septembre 2022                  | 20                 |
| Monde          | $ 256 786 742                  | 28 septembre 2022[réf. nécessaire] | -                  |

Le film est devenu viral pendant les fêtes de fin d'année 2021 et a connu un succès commercial plus large après sa sortie numérique sur Disney+ le 24 décembre 2021,,,.

## Distinctions

### Récompenses
- Dallas-Fort Worth Film Critics Association 2021[41] : meilleur film d'animation
- Florida Film Critics Circle 2021[42] : meilleur film d'animation
- National Board of Review 2021[43] : meilleur film d'animation
- Golden Globes 2022[44] : meilleur film d'animation
- BAFA 2022 : meilleur film d'animation
- Oscars 2022 : meilleur film d'animation

### Nominations
- Chicago Film Critics Association 2021[45] : meilleur film d'animation
- Detroit Film Critics Society 2021[46] : meilleur film d'animation
- St. Louis Film Critics Association 2021[47] : meilleur film d'animation
- Washington DC Area Film Critics Association 2021[48] :
  - Meilleur film d'animation
  - Meilleure interprétation pour Stephanie Beatriz
- Golden Globes 2022[44] :
  - Meilleure musique de film pour Germaine Franco
  - Meilleure chanson originale pour Dos Oruguitas de Lin-Manuel Miranda
- Oscars 2022 :
  - Meilleure chanson originale pour Dos Oruguitas de Lin-Manuel Miranda
  - Meilleure musique de film